# Reaumuria floyeri
Reaumuria floyeri är en tamariskväxtart som beskrevs av Spencer Le Marchant Moore. Reaumuria floyeri ingår i släktet Reaumuria och familjen tamariskväxter. Inga underarter finns listade.